# Liste der Baudenkmale in Mixdorf
In der Liste der Baudenkmale in Mixdorf sind alle Baudenkmale der brandenburgischen Gemeinde Mixdorf und ihrer Ortsteile aufgelistet. Grundlage ist die Veröffentlichung der Landesdenkmalliste mit dem Stand vom 31. Dezember 2021. Die Bodendenkmale sind in der Liste der Bodendenkmale in Mixdorf aufgeführt.

## Baudenkmale
In den Spalten befinden sich folgende Informationen:
- ID-Nr.: Die Nummer wird vom Brandenburgischen Landesamt für Denkmalpflege vergeben. Ein Link hinter der Nummer führt zum Eintrag über das Denkmal in der Denkmaldatenbank. In dieser Spalte kann sich zusätzlich das Wort Wikidata befinden, der entsprechende Link führt zu Angaben zu diesem Denkmal bei Wikidata.
- Lage: die Adresse des Denkmales und die geographischen Koordinaten. Link zu einem Kartenansichtstool, um Koordinaten zu setzen. In der Kartenansicht sind Denkmale ohne Koordinaten mit einem roten beziehungsweise orangen Marker dargestellt und können in der Karte gesetzt werden. Denkmale ohne Bild sind mit einem blauen bzw. roten Marker gekennzeichnet, Denkmale mit Bild mit einem grünen beziehungsweise orangen Marker.
- Bezeichnung: Bezeichnung in den offiziellen Listen des Brandenburgischen Landesamtes für Denkmalpflege. Ein Link hinter der Bezeichnung führt zum Wikipedia-Artikel über das Denkmal.
- Beschreibung: die Beschreibung des Denkmales
- Bild: ein Bild des Denkmales und gegebenenfalls einen Link zu weiteren Fotos des Baudenkmals im Medienarchiv Wikimedia Commons

### Mixdorf
| ID-Nr.                           | Lage                 | Bezeichnung | Beschreibung | Bild           |
| -------------------------------- | -------------------- | ----------- | --- | -------------- |
| 09115025                         | Dorfstraße 14 (Lage) | Dorfkirche  | Die evangelische Dorfkirche wurde von 1719 bis 1720 erbaut. In den Jahren 1965 und zwischen 1994, 1995 und 1996 wurde die Kirche renoviert. Der Kanzelaltar stammt aus dem Jahre 1725 und enthält ein Abendmahlsbild in der Predella. An der Kirche befinden sich zwei Grabsteine aus den Jahren 1693 und 1694. | weitere Bilder |
| 09115965 Teilobjekt zu: 09115025 | Dorfstraße 14 (Lage) | Orgel       | | BW             |
| 09115671 Teilobjekt zu: 09115025 | Dorfstraße 14 (Lage) | Glocke      | | BW             |